# Filziges Bingelkraut
Das Filzige Bingelkraut (Mercurialis tomentosa) ist eine Pflanzenart aus der Gattung der Bingelkräuter (Mercurialis) innerhalb der Familie der Wolfsmilchgewächse (Euphorbiaceae).

## Beschreibung

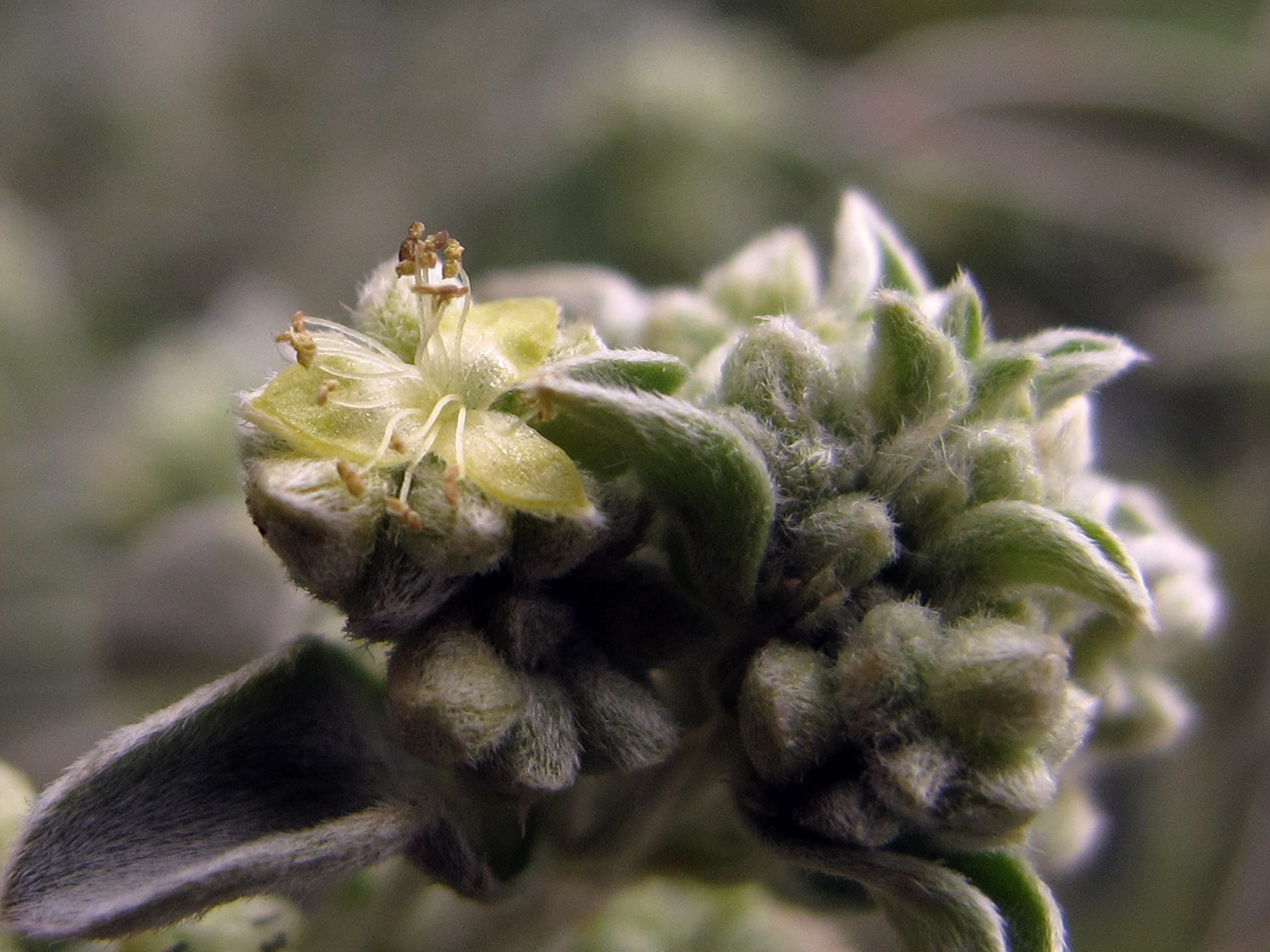
Männliche Blüte

### Vegetative Merkmale
Das Filzige Bingelkraut ist eine ausdauernde krautige Pflanze, die Wuchshöhen von 20 bis 50, selten bis zu 60 Zentimetern erreicht. Je Pflanzenexemplar können viele aufrechte Stängel vorhanden sein, die meist stark verzweigt sind. Sie ist dicht silbrig-filzig behaart und am Grunde verholzt.
Die gegenständig angeordneten Laubblätter sind in Blattstiel und -spreite gegliedert. Der kurze Blattstiel ist 1 bis 3 Millimeter lang. Die einfache Blattspreite ist bei einer Länge von 1 bis 5 Zentimetern elliptisch bis eiförmig oder eilanzettlich mit spitzem oder stumpfem oberen Ende mit teils einer Stachelspitze. Der Blattrand ist meist ganzrandig oder schwach gesägt. Die Blattober- und -unterseite ist dicht filzig behaart. Es sind kleine Nebenblätter vorhanden.

### Generative Merkmale
Die Blütezeit reicht von April bis Juli. Das Filzige Bingelkraut ist zweihäusig getrenntgeschlechtig (diözisch). Die eingeschlechtigen, kleinen Blüten besitzen eine einfache Blütenhülle, die Kronblätter fehlen. Die weiblichen, kurz gestielten Blüten erscheinen einzeln oder zu wenigen achselständig. Die männlichen Blüten stehen in dichten Knäueln an gestielten ährigen Blütenständen. Der Kelch ist jeweils dreiteilig, außen filzig und enthält bei den männlichen Blüten etwa 8 bis 15 kurze Staubblätter. Die Kelchzipfel sind eiförmig-lanzettlich und spitz. Der oberständige Fruchtknoten besteht aus zwei verwachsenen Kugeln mit jeweils federigen Narbenästen.
Die relativ kleine, dicht filzig behaarte und zweiteilige, -samige Frucht mit Narbenresten, ist 4 Millimeter lang und 6 Millimeter breit. Die Samen sind bei einer Länge von etwa 3 Millimetern eiförmig und runzelig.

## Vorkommen
Das Filzige Bingelkraut kommt ursprünglich in Portugal, Spanien, Frankreich und auf den Balearen vor.
Das Filzige Bingelkraut wächst auf felsigen Abhängen und an Wegrändern.

## Taxonomie
Die Erstveröffentlichung von Mercurialis tomentosa erfolgte 1753 durch Carl von Linné in Species Plantarum, Tomus II, S. 1035. Ein Synonym für Mercurialis tomentosa L. ist Mercurialis sericea Salisb.